# جان ارپ (بازیکن فوتبال)
جان ارپ (انگلیسی: John Earp؛ زادهٔ Q1 1860) بازیکن فوتبال اهل بریتانیا است.
از باشگاه‌هایی که در آن بازی کرده‌است می‌توان به باشگاه فوتبال منچستر یونایتد اشاره کرد.